# Aérodrome de Grímsey
Pour les articles homonymes, voir GRY.
L'aérodrome de Grímsey (islandais : Grímseyjarflugvöllur) (code IATA : GRY • code OACI : BIGR) est un aéroport islandais desservant l'île de Grímsey, située au nord de l'Islande.

## Situation

### Carte des aéroports d'Islande
| \| 40 km1:1 908 000 \| Akureyri Bakki Blönduós Breiðdalsvík Bíldudalur Djúpivogur Egilsstaðir Fagurhólsmýri Fáskrúðsfjörður Gjögur Grundarfjörður Grímsey Hornafjörður Hólmavík Húsavík Keflavík Kópasker Mývatn Norðfjörður Ólafsfjörður Patreksfjörður Raufarhöfn Reykjavík Rif Sauðárkrókur Selfoss Siglufjörður Stykkishólmur Vestmannaeyjar Vopnafjörður Ísafjörður Þingeyri Þórshöfn |
| 40 km1:1 908 000 |

## Destinations desservies
| Compagnies | Destinations |
| ---------- | ------------ |
| Norlandair | Akureyri     |

Actualisé le 02/06/2023

## Chiffres
| Année     | 2008     | 2009    | 2010    | 2011     | 2012     | 2013    | 2014   | 2015   | 2016     |
| --------- | -------- | ------- | ------- | -------- | -------- | ------- | ------ | ------ | -------- |
| Trafic    | 3 636    | 3 389   | 3 674   | 3 256    | 3 879    | 4 223   | 3 668  | 3 083  | 3 436    |
| Évolution | - 22,2 % | - 6,8 % | + 8,4 % | - 11,4 % | + 19,1 % | + 8,9 % | - 13 % | - 16 % | + 11,4 % |